# Adrenaline Rush 2007
Adrenaline Rush 2007 è il sesto album in studio del rapper statunitense Twista, pubblicato nel 2007.

## Tracce
1. Adrenaline Rush the Saga Continues... – 1:17
2. Charged – 2:47
3. What T Is? (Skit) – 0:26
4. I Ain't That Nigga – 3:22
5. Say Say (feat. Cee-Lo Green, Jazze Pha & Big Zak) – 4:28
6. Whip Game Proper (feat. Lil' Wayne) – 4:19
7. No Pistols (feat. Speedknot Mobstaz) – 3:57
8. Phone (Skit) – 0:16
9. Love Rehab (feat. R. Kelly) – 3:58
10. Seven Day Hustle (feat. Toxic) – 3:49
11. Creep Fast (feat. T-Pain) – 3:31
12. Wrist Stay Rocky – 3:41
13. What Would Twista Do If He Wasn't Rappin' (Skit) – 1:06
14. Give It Up (feat. Pharrell) – 3:31
15. The Come Up – 4:08
16. Ain't No Hoes (feat. Bone Thugs-n-Harmony) – 5:13
17. Pimp Like Me – 4:06
18. Ya With It or Ya Ain't (Skit) – 1:52
19. Trouble – 4:23
20. Be a Hustla (Circuit City Bonus Track) – 4:09
21. Heist (Circuit City Bonus Track) – 4:06
22. Bussin' No Discussin' (iTunes Bonus Track) – 4:03